# صلاح الدین سلجوقی
علامه صلاح‌الدین سلجوقی در سال ۱۲۷۵ هجری شمسی (۱۸۹۶ میلادی) در منطقهٔ پای‌حصار، در جوار قلعهٔ_ارگ_اختیارالدین شهر هرات، افغانستان، به دنیا آمد.  او فرزند مفتی سراج‌الدین سلجوقی، مفتی وقت شهر هرات، بود و در خانواده‌ای اهل علم و معرفت رشد یافت.  خود در این باره طی نامه‌ای که به محمد شوکت التونی، نویسندهٔ کتاب «محمد در شیرخوارگی و خردسالی» نگاشته است، چنین یاد می‌کند: 
> «من در هرات از یک عائله‌ای که تا یاد می‌دهند علما معقول و منقول بوده‌اند، به وجود آمده‌ام.» 

## تحصیلات و آموزش
کودکی و نوجوانی صلاح‌الدین سلجوقی به کسب دانش و ادب، تربیت اخلاق، تزکیه نفس و پرهیزگاری سپری شد.  ادبیات_فارسی را نزد پدرش فراگرفت و در نوجوانی با مقدمات دروس عربی آشنایی کامل یافت.  پس از آن به مدرسهٔ سلجوقی‌های هرات رفت و در آنجا علوم متداولهٔ زمان را آموخت.  سپس به پاکستان، هند و عربستان سفر کرد و به فراگیری زبان‌های اردو، انگلیسی و عربی پرداخت.  از دوران جوانی که راه تصوف را در پیش گرفته بود، در آموختن فلسفه نیز تا سرحد کمال کوشید تا آنجا که استاد فلسفه، تصوف و الهیات شد.  

## فعالیت های علمی و فرهنگی
صلاح‌الدین سلجوقی در طول زندگی خود به فعالیت‌های علمی و فرهنگی متعددی پرداخت.  او به‌عنوان نویسنده، شاعر، فیلسوف، مترجم و پژوهشگر شناخته می‌شود.  از جمله آثار او می‌توان به کتاب‌های «افکار شاعر»، «نقد بیدل»، «نگاهی به زیبایی»، «تجلی خدا در آفاق و انفس»، «تقویم انسان» و ترجمهٔ «اخلاق نیکوماخوس» ارسطو اشاره کرد.  او همچنین مقالات متعددی در زمینه‌های فلسفه، اخلاق، سیاست، ادب، هنر، الهیات و علوم اجتماعی به زبان‌های دری و عربی نگاشته است

## فعالیت های سیاسی و دیپلماتیک
صلاح‌الدین سلجوقی در عرصهٔ سیاست و دیپلماسی نیز نقش فعالی داشت.  او نخستین بار در سال ۱۲۹۴ خورشیدی به‌عنوان مفتی محکمهٔ شرعی هرات کارمند رسمی دولت شد.  سپس به‌عنوان آموزگار لیسهٔ_حبیبیهٔ کابل و مدیر معارف هرات اشتغال ورزید.  مدتی نیز به نگارندگی جریدهٔ «اتفاق اسلام» و جریدهٔ «فریاد» در هرات مشغول به خدمت بود.  سپس به کابل آمد و به‌عنوان معلم لیسهٔ_استقلال به تدریس پرداخت و در همان حال عضو دارالتألیف نیز بود.  پس از آن، در سمت‌های مختلف دولتی، از جمله: مدیر جریدهٔ «ثروت»، منشی دارالتحریر شاهی (در سال ۱۹۲۳ میلادی)، مدیر مطبوعات وزارت امور خارجه، کنسول افغانستان در بمبئی، ژنرال کنسول افغانستان در دهلی، اولین رئیس مستقل مطبوعات (در سال ۱۳۱۸ هجری شمسی)، مستشار و وزیر مختار درجه اول در سفارت افغانستان در کراچی و وکیل منتخب شهر هرات در دورهٔ هفتم شورای ملی (در سال ۱۳۲۸ هجری شمسی) و رئیس مستقل مطبوعات (در سال ۱۳۳۲ هجری شمسی) اشتغال داشت.  

## دیدگاه فکری و فلسفی
صلاح‌الدین سلجوقی یکی از نواندیشان مسلمان قرن بیستم میلادی افغانستان بود.  او تحت تأثیر افکار سید_جمال‌الدین_افغان قرار داشت و به ضرورت فراگیری دانش‌ها و علوم غربی در کنار معنویت قدرتمند اسلام برای پیشرفت انسان معتقد بود.  او بیدل‌شناس، حافظ‌شناس، مولانا‌دوست و اندیشه‌های خاقانی را ستایش می‌کرد و در آثار خود به بررسی و تحلیل این اندیشه‌ها می‌پرداخت.  او همچنین به‌عنوان یکی از نخستین افرادی که اصطلاح «ادب اسلامی» را به کار برد، شناخته می‌شود.  

## جوایز و افتخارات
صلاح‌الدین سلجوقی به دلیل دانش گسترده‌اش در زمینه‌های مختلف، به عضویت انجمن نویسندگان مصر پذیرفته شد.  این عضویت نشان‌دهندهٔ جایگاه علمی و ادبی او در سطح بین‌المللی است.  

## در گذشت
علامه صلاح‌الدین سلجوقی در تاریخ ۱۶ جوزای ۱۳۴۹ هجری شمسی (۶ ژوئن ۱۹۷۰ میلادی) در کابل درگذشت و در آرامگاه شهدای_صالحین به خاک سپرده شد.  